# Chloroclystis subpalpata
Pasiphilodes subpalpata là một loài bướm đêm trong họ Geometridae.